# Marcinkonys

Marcinkonys (en polonais : Marcinkańce) est un village du sud de la Lituanie, de l'apskritis d'Alytus, du district de Varėna. Il est situé dans le parc national de Dzūkija à 24 km au sud-ouest de Varėna. Sa population était de 765 habitants au recensement de 2001.

## Histoire
Au cours de la Seconde Guerre mondiale, fin 1941, un ghetto y est mis en place afin d'y enfermer les juifs des environs. Le ghetto est d'une superficie d'1,5 hectare entouré de fils de fer barbelés. 

Plusieurs centaines y seront enfermés avant qu'en novembre 1942 on décide de leur déportation vers les camps d'extermination de Treblinka et d'Auschwitz. On estime de 105 à 132 le nombre d'entre eux qui y seront assassinés. Une centaine réussiront à s'évader et 45 survivront à la guerre.

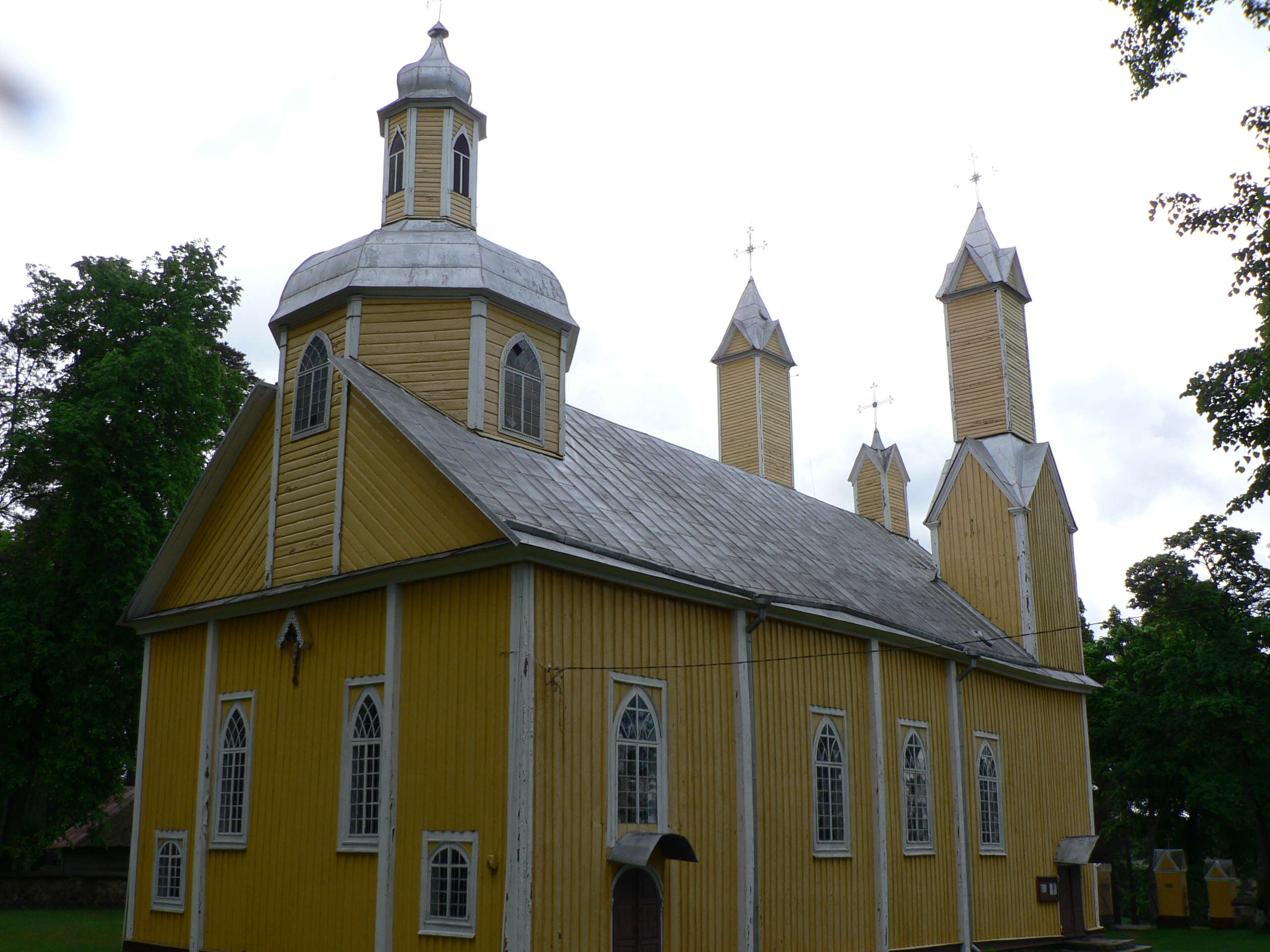
Église de Marcinkonys